# Krijt-Paleogeengrens

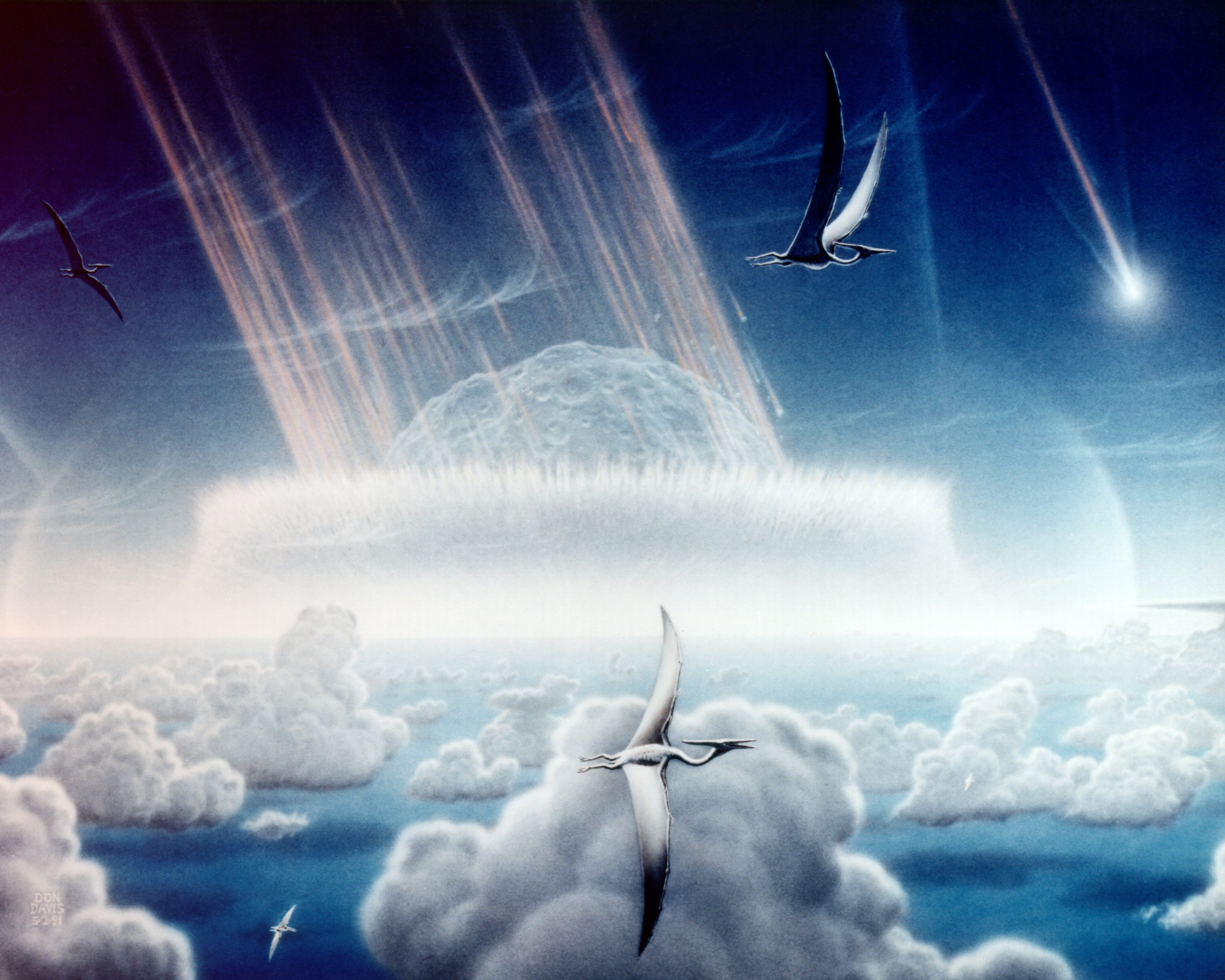
Artistieke impressie van de inslag van een grote meteoriet aan het einde van het Krijt

De Krijt-Paleogeengrens (ook wel Krijt-Tertiairgrens, afgekort K-Pg-grens of K-T-grens; in het Engels: K-T Boundary) is de overgang tussen de geologische tijdperken Krijt (K) en Paleogeen (Pg). In gesteenten is deze overgang terug te vinden als een dunne sedimentlaag, die verrijkt is met het zeldzame element iridium. Tijdens deze overgang vond een massa-extinctie plaats, waarbij veel soorten dieren en planten verdwenen. Deze gebeurtenis wordt de Krijt-Paleogeenmassa-extinctie (of Krijt-Tertiairmassa-extinctie) genoemd. Recente dateringen wijzen op een ouderdom van 65,95 miljoen jaar.
Tijdens of vlak voor de Krijt-Paleogeengrens verdwenen alle dinosauriërs (uitgezonderd sommige vogels). Een klein aantal fossielen van dinosauriërs is in lagen boven de Krijt-Paleogeengrens gevonden, maar die worden verklaard als fossielen die uit oudere lagen geërodeerd en daarna opnieuw afgezet zijn. Naast de dinosauriërs verdwenen onder andere alle pterosauriërs, plesiosauriërs en mosasauriërs en veel soorten planten en ongewervelden. Door het verdwijnen van de dinosauriërs kwamen ecologische niches vrij, waardoor vooral onder de zoogdieren adaptieve radiatie kon plaatsvinden aan het begin van het Paleogeen.
De Krijt-Paleogeen-massa-extinctie duurde kort vergeleken met andere massa-extincties uit de geologische geschiedenis, maar enkele tienduizenden jaren. Het uitsterven was volgens de meeste geleerden daarom het gevolg van een grote natuurramp. Er zijn verschillende grote inslagkraters gevonden waarvan het ontstaan rond de Krijt-Paleogeengrens kan worden gedateerd en ook was er in de laatste tijdsnede van het Krijt sprake van verhoogde vulkanische activiteit. De hoeveelheid stof in de atmosfeer nam zowel in het geval van een meteorietinslag als bij grootschalig vulkanisme toe, waardoor minder zonlicht het aardoppervlak bereikte. Dit bemoeilijkte de fotosynthese, waardoor veel planten en – als gevolg daarvan – de dieren die zich met planten voedden uitstierven. Er zijn echter ook theorieën dat de extinctie een geleidelijker proces was, dat plaatsvond als gevolg van een klimaatverandering of verandering van het zeeniveau.

## De overgang in gesteentelagen

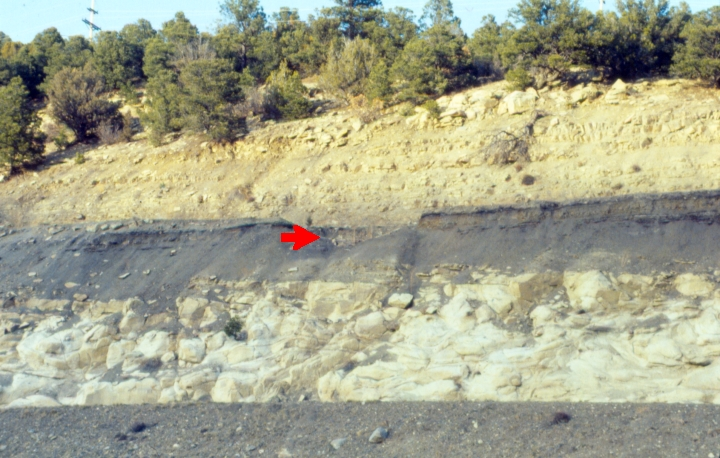
De Krijt-Paleogeengrens in Colorado (V.S.). De overgang tussen donkere lagen uit het Krijt en lichte lagen uit het Paleogeen is duidelijk te zien. De rode pijl geeft de Krijt-Paleogeengrens aan.

In grote gedeelten van Europa is het gesteente aan weerszijden van de grens vergelijkbaar. Hoewel de grens dus geen duidelijke verandering in gesteente hoeft te zijn, zijn er duidelijke veranderingen te zien in de fossielen van dieren en planten die in het gesteente gevonden worden onder, op en boven de grens. Ook vertoont het laagje dat de grens tussen Krijt en Paleogeen vormt een aantal bijzondere eigenschappen.
In 1980 ontdekte een groep onderzoekers rond de natuurkundige Luis Alvarez en zijn zoon, de geoloog Walter Alvarez, dat dit laagje verrijkt is in het zeldzame element iridium (ongeveer 30 tot 130 keer zo hoge concentratie als normaal). Iridium is aan het aardoppervlak zeldzaam, het is een siderofiel element dat zich door planetaire differentiatie vooral in de aardkern bevindt. Het komt wel voor in kometen en planetoïden, Alvarez en zijn collega's suggereerden daarom dat tijdens de Krijt-Paleogeengrens een planetoïde op Aarde in moet zijn geslagen.
Behalve de iridiumanomalie zijn er meer bewijzen gevonden voor een dergelijke inslag. Wereldwijd zijn er in de Krijt-Paleogeengrens geschokte kwarts-kristallen, microsferulen en microscopisch kleine diamantkristallen gevonden. Geschokte kwarts is een kwartskristal dat sporen van hoge druk vertoont en wordt algemeen gevormd bij meteorietinslagen. Microsferulen zijn kleine bolletjes glas, die ontstaan als bij een inslag gesmolten gesteente de lucht in vliegt om als gestold glas terug op Aarde te vallen. Diamant vormt zich alleen onder extreem hoge druk, en microscopisch kleine diamanten op de Krijt-Paleogeengrens zijn alleen in Noord-Amerika gevonden.

## Uitgestorven en overlevende soorten
Hoewel het uitsterven binnen een tijdsbestek van enkele tienduizenden jaren plaatsvond, is er een duidelijk verschil in het uitstervingspatroon van verschillende clades. Soorten die van fotosynthese leefden namen af of stierven uit vanwege de afname van het zonlicht als gevolg van de grote hoeveelheid stofdeeltjes in de atmosfeer. Zulke soorten, zoals fytoplankton of planten, vormden in het Krijt reeds het onderste deel van de voedselpiramide. Plantenetende dieren stierven uit doordat hun voedsel verdween, waarna ook de vleeseters die van deze planteneters leefden uitstierven.
Coccolithophorida (die coccoliet afzetten) en mollusken (waaronder ammonieten, rudisten, zoetwaterslakken en mosselen) stierven massaal uit, samen met de roofdieren die zich met hen voedden. Zo vormden ammonieten het belangrijkste voedsel voor de Mosasauridae, een groep zeereptielen. Deze groep stierf daardoor ook uit op de Krijt-Paleogeengrens.
Aan het begin van het Paleogeen lijken er geen uitsluitend herbivore en carnivore soorten meer in leven te zijn geweest. Omnivoren, insecteneters en aaseters waren de enigen die de massa-uitsterving overleefden. De zoogdieren en vogels die de extinctie overleefden voedden zich met insecten, larven, wormen en slakken, die zich op hun beurt konden voeden met resten van dode planten en dieren.
In rivieren stierven minder soorten uit, doordat in die biotoop voedsel vooral afkomstig is van detritus in plaats van levende planten. In de oceanen was de extinctie ernstiger onder dieren die in de pelagische zone leefden. Dieren in de pelagische zone zijn namelijk afhankelijk van fytoplankton, terwijl dieren die op de zeebodem leven zich kunnen voeden met detritus.
De grootste overlevende dieren waren de krokodilachtigen en Choristodera, die zowel op het water als op het land konden leven en toegang hadden tot voldoende detritus. Ook huidige krokodillen kunnen als aaseters leven en ze kunnen maanden zonder voedsel, terwijl hun jongen klein zijn en langzaam groeien en voornamelijk van ongewervelden en aas leven. Dit geldt als een oorzaak waardoor krokodillen in tegenstelling tot andere grote reptielen de extinctie overleefden.

### Reptielen
De bekendste uitgestorven dieren van de Krijt-Paleogeen-massa-extinctie zijn de dinosauriërs. Men gaat ervan uit dat alle dinosauriërs (op de vogels na) uitstierven. Het is onduidelijk of de dinosauriërs in de laatste paar miljoen jaar van het Krijt al achteruitgingen, vooral omdat er niet genoeg fossielen gevonden zijn om hierover statistisch uitsluitsel te kunnen geven. Het is niet uitgesloten dat kleine dinosauriërs in eerste instantie wel overleefden, maar pas later alsnog uitgestorven zijn door het gebrek aan voedsel vanwege de omvangrijke veranderingen in flora en fauna.

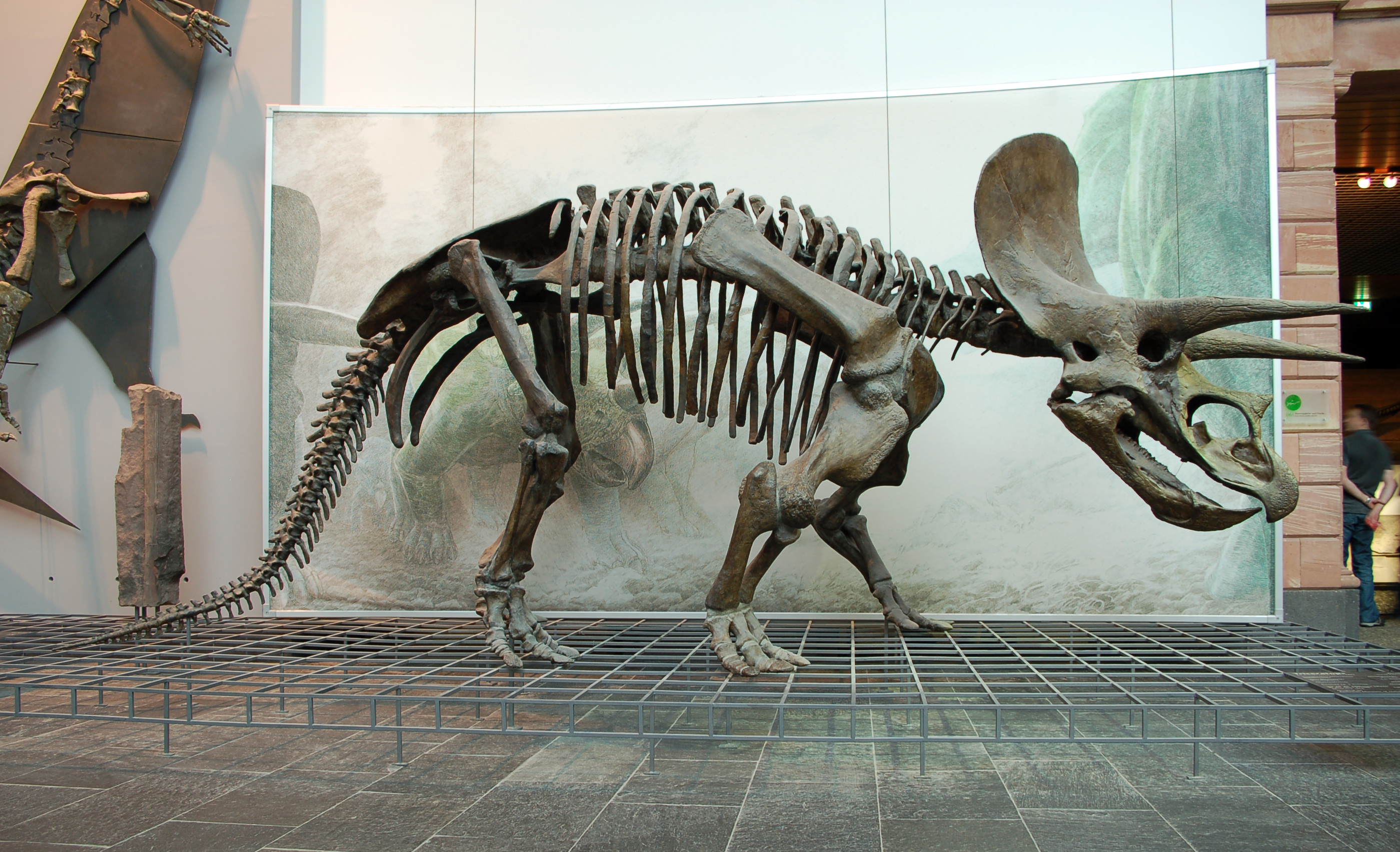
Skelet van een Triceratops (een geslacht uit het Laat-Maastrichtien), Naturmuseum Senckenberg, Frankfurt.

In het verleden is weleens beweerd dat het uitsterven van de dinosauriërs een geleidelijk proces is geweest dat voortduurde in het Paleoceen. Deze stelling was bijvoorbeeld gebaseerd op vondsten van dinosauriërfossielen in de Hell Creek-formatie (Montana, V.S.), ongeveer 1,3 m boven en 40.000 jaar jonger dan de Krijt-Paleogeengrens. Bij datering van pollen dat naast een dijbeen van een Hadrosaurus in een bed van de Ojo Alamo-zandsteen in Utah werd gevonden bleek dit bed een ouderdom van rond de 64,5 miljoen jaar te hebben, dus een miljoen jaar na de Krijt-Paleogeen-massa-extinctie. Er bestaat wetenschappelijke consensus, dat deze fossielen uit hun oorspronkelijke sedimenten werden geërodeerd en opnieuw afgezet in jongere bedden.
In het Maastrichtien zijn tien families van krokodilachtigen gevonden, waarvan er vijf al voor de Krijt-Paleogeengrens uitstierven. De vijf andere families komen zowel in het Krijt als Paleoceen voor. Dit zijn allemaal families die in zoet water leefden, alleen de Dyrosauridae leefden zowel in zoet als zout water. Verder stierven alle grotere soorten uit, zoals Deinosuchus uit Noord-Amerika. De krokodillen leven grotendeels in het water en kunnen zich bovendien in de modder ingraven, wat hun kansen op overleving kan hebben vergroot. Het kan ook zijn dat krokodillen konden overleven doordat hun jongen in zoetwater leven. Zoetwateromgevingen werden niet zo zwaar getroffen als de open zee.
Drie groepen reptielen die niet tot de Archosauria behoren overleefden de massa-extinctie: de Testudines (schildpadden), de Lepidosauria en de Choristodera (die in het Mioceen zouden uitsterven). Meer dan 80% van alle soorten schildpadden uit het Krijt overleefden in het Paleoceen en alle zes schildpadfamilies uit het Krijt hebben ook tegenwoordig nog vertegenwoordigers. Tegenwoordig komen twee groepen Lepidosauria voor: Sphenodonta (een groep reptielen waarvan de tuatara's het enige tegenwoordig nog levende geslacht zijn) en Squamata (schubreptielen, dat zijn slangen, hagedissen en wormhagedissen). De laatste groep had zich tijdens het Mesozoïcum sterk ontwikkeld en het lijkt erop dat ze nauwelijks door de Krijt-Paleogeen-massa-extinctie getroffen werden, waarschijnlijk doordat het relatief kleine dieren zijn met een goed aanpassingsvermogen in dieet en habitat.
De Krijt-Paleogeen-massa-extinctie maakte wel een einde aan alle zeereptielen, waaronder de mosasauriërs en plesiosauriërs, de reusachtige predatoren die de top van de mariene voedselketen vormden tijdens het Krijt.

### Pterosauriërs en vogels

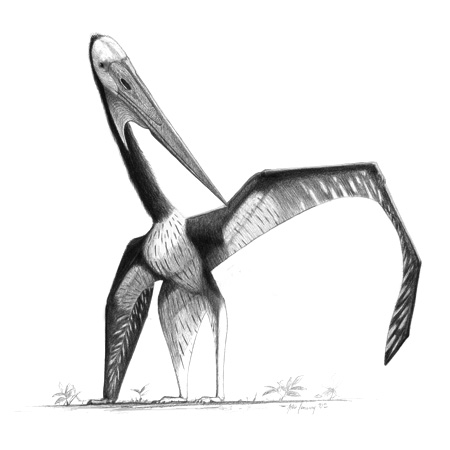
Zhejiangopterus linhaiensis, een Pterosauriër uit de familie Azhdarchidae, de enige overgebleven pterosauriërfamilie in het Maastrichtien.

Pterosauriërs waren tijdens het Laat-Krijt al geleidelijk teruggedrongen. In het Midden-Krijt zijn nog tien families gevonden, maar uit het Maastrichtien is nog maar één familie (Azhdarchidae) bekend. Dit was een familie relatief grote dieren, gedurende het Laat-Krijt lijken grotere soorten de overhand te hebben gekregen. Tegelijkertijd diversificeerden de moderne vogels zich, waarbij ze primitievere vogels en pterosauriërs verdrongen door directe concurrentie of door de vrijgekomen niches op te vullen.
De meeste paleontologen beschouwen de vogels als de enige overlevende groep dinosauriërs. Ook onder de vogels vielen echter tijdens de Krijt-Paleogeen-massa-extinctie slachtoffers. Alleen de moderne vogels (Neornithes) overleefden de extinctie, groepen als Enantiornithes en Hesperornithes stierven uit. In het Laat-Krijt vond er een snelle adaptieve radiatie onder de vogels plaats. In het laatste deel van het Krijt leefden eend- of kipachtige vogels en loopvogels samen met de andere dinosauriërs. Aangenomen wordt dat de moderne vogels de Krijt-Paleogeen-massa-extinctie overleefden doordat ze konden duiken, zwemmen of nesten bouwen in holen, waardoor ze een schuilplek hadden tegen de ergste rampen die de massa-extinctie veroorzaakten. In het Paleoceen radieerden de vogels opnieuw dankzij de vrijgekomen niches bij het uitsterven van de overige dinosauriërs.

### Zoogdieren

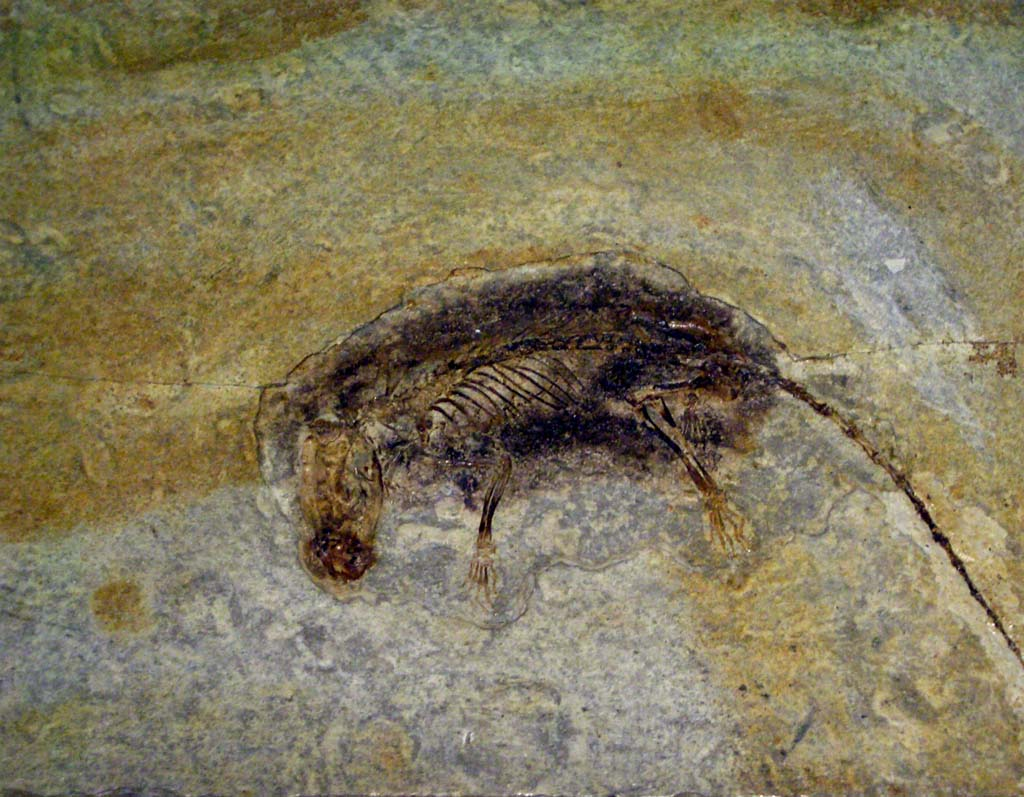
Fossiel van Eomaia scansoria, een placentadier uit het Barremien (Onder-Krijt). Stukken van de vacht zijn bewaard gebleven. De meeste zoogdieren uit het Krijt waren klein, onopvallend en ecologisch gezien onbelangrijk vergeleken met de dinosauriërs.

Hoewel alle hoofdgroepen zoogdieren (placentadieren, buideldieren, cloacadieren en multituberculaten) de Krijt-Paleogeenovergang zonder grote verliezen overleefden, vielen er ook onder de zoogdieren slachtoffers. Vroeger werd verondersteld dat de evolutionaire radiatie van de zoogdieren plaatsvond na de Krijt-Paleogeengrens en een gevolg was van het uitsterven van de dinosauriërs. Tegenwoordig is echter met moleculaire fylogenetica vastgesteld, dat de zoogdieren in een periode ongeveer 30 miljoen jaar voor de Krijt-Paleogeengrens ook sterk diversificeerden, de radiatie nam daarna af tijdens de laatste delen van het Krijt. De verklaring moet zijn dat ze ecologische niches bezetten die niet sterk door de massa-extinctie getroffen werden. Sommige ordes onder de zoogdieren namen zelfs toe in de tijd van de overgang als gevolg van de afname van concurrentie in hun niches.
De zoogdieren uit het bovenste Maastrichtien die de massa-extinctie overleefden waren relatief klein (de meeste minder dan 1 kg) waardoor ze gemakkelijker konden overleven. Daarnaast leefden veel van de vroege cloacadieren en buideldieren uit het Boven-Krijt gedeeltelijk in het water of in holen, wat extra bescherming moet hebben gegeven voor de gebeurtenissen tijdens de Krijt-Paleogeenovergang.
Tijdens het eerste tijdvak na de Krijt-Paleogeenovergang, het Paleoceen (65,5 – 55,8 miljoen jaar geleden), zouden deze kleine soorten zoogdieren geleidelijk de vrijgekomen niches opvullen. In 10 miljoen jaar na de Krijt-Paleogeengrens zouden daarop veel nieuwe groepen zoogdieren verschijnen, waaronder veel tegenwoordig belangrijke groepen. Aan het einde van het Paleoceen waren er al soorten zoogdieren die groter dan twee meter werden, er verschenen ook carnivore en grazende herbivore soorten. Er wordt wel gezegd dat op de Krijt-Paleogeenovergang de "zwakken de Aarde erfden", maar dit berust voor een deel op de aanname dat alle zoogdieren van het Krijt door predatie en concurrentie met de dinosauriërs nachtdieren waren en klein bleven. Vondsten van zoogdieren uit het Krijt in China hebben dit beeld inmiddels iets bijgesteld. Deze soorten konden zo groot worden als honden en bleken op kleinere dinosauriërs te jagen. De meeste zoogdieren uit het Krijt waren echter veel kleiner en speelden ecologisch gezien een ondergeschikte rol ten opzichte van de dinosauriërs.

### Amfibieën
Onder de amfibieën vond geen of nauwelijks extinctie plaats op de Krijt-Paleogeengrens. Bij bestudering van salamandergeslachten in gesteentelagen rond de Krijt-Paleogeengrens in Montana bleek dat zes van de zeven in het Krijt voorkomende geslachten ook in het Paleoceen aanwezig waren. De in het Krijt voorkomende drie geslachten kikkers bleken ook niet beïnvloed door de Krijt-Paleogeengrens. Ook voor amfibieën geldt dat ze relatief klein zijn en gemakkelijk in het water of door zich in te graven kunnen schuilen voor de gebeurtenissen die de extinctie van grotere soorten veroorzaakten.

### Vissen
Het lijkt erop dat onder de vissen relatief weinig slachtoffers vielen, zowel in de zee als in zoetwatermilieus. Ongeveer 80% van alle soorten kraakbeenvissen (haaien en roggen) uit het Krijt overleefde de Krijt-Paleogeengrens. Onder de beenvissen stierf minder dan 10% van alle families uit.
Wel is er bewijs gevonden voor massale sterfte onder beenvissen in gesteente vlak boven de Krijt-Paleogeengrens op het Seymour-eiland (bij Antarctica).

### Insecten
Uit onderzoek naar vraatsporen van insecten in fossiele planten blijkt dat na de Krijt-Paleogeengrens veel minder sporen van predatie door insecten voorkomen. Zelfs 1,7 miljoen jaar na de overgang komen relatief weinig vraatsporen voor. De meest logische verklaring is dat ook insectenpopulaties tijdens de K-Pg-grens gedecimeerd werden.

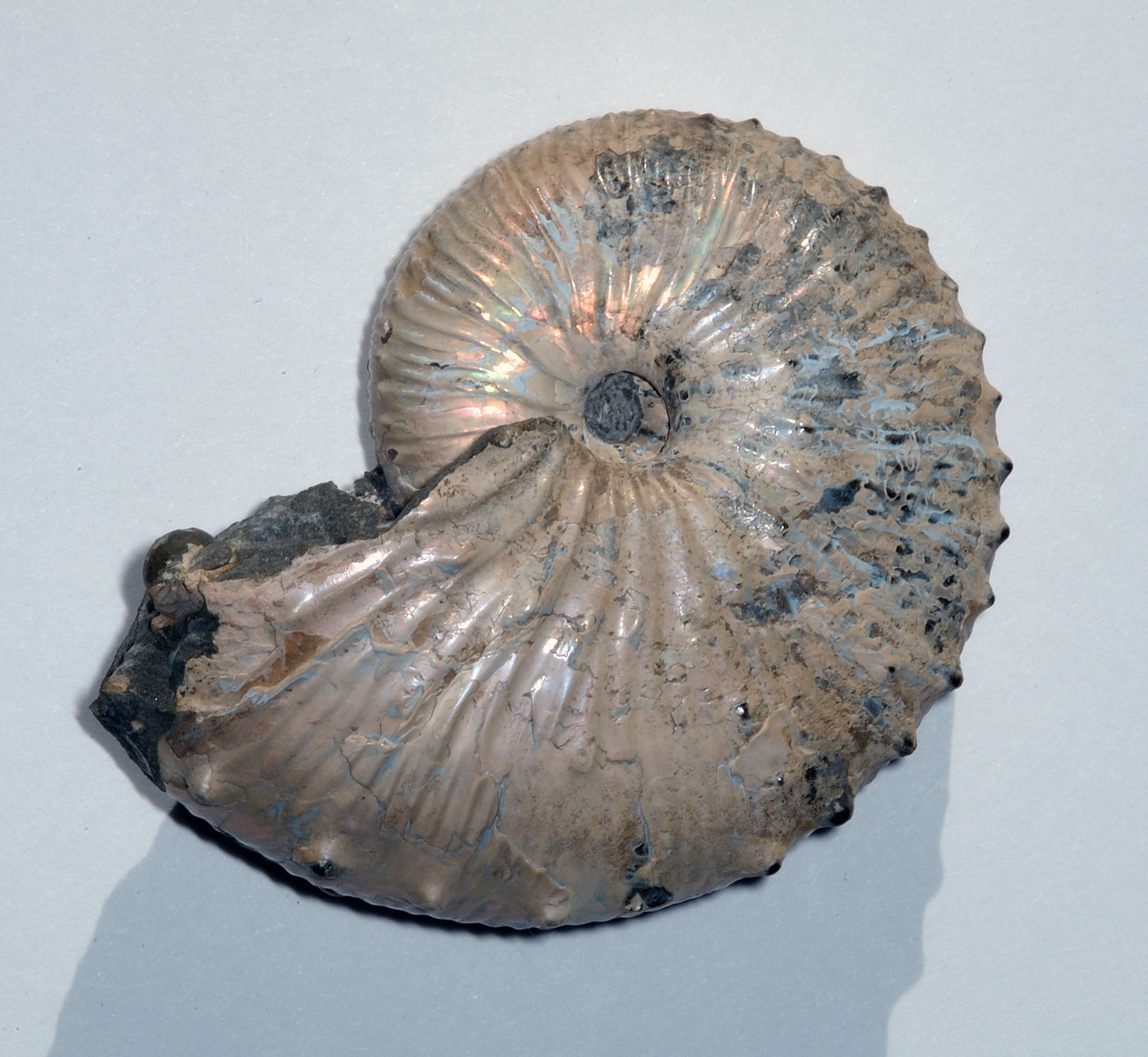
Fossiel van de ammoniet Jeletzkytes spedeni uit de Fox Hills-formatie (Maastrichtien van South Dakota). Geen enkele ammonietensoort overleefde in het Paleoceen.

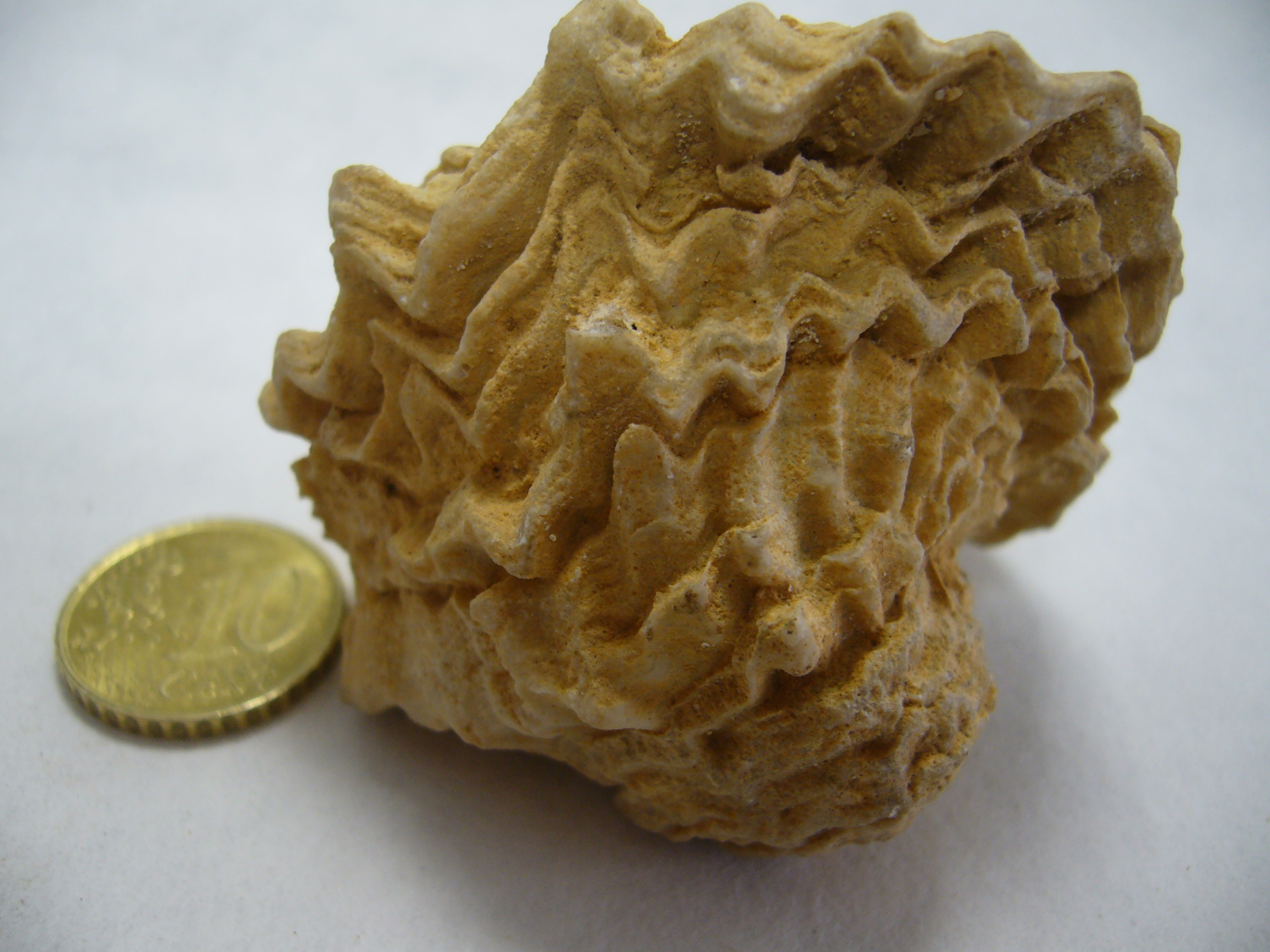
Fossiel van Radiolites sp., een rudistensoort uit het Boven-Krijt in de omgeving van Burgos. Alle rudisten stierven uit op de Krijt-Paleogeengrens.

### Mariene ongewervelden
Ongeveer 60% van alle Madreporaria (rifkoralen) uit het Laat-Krijt overleefde niet in het Paleoceen. Vooral kolonievormende koralen, die in warm tropisch water leefden, werden hard getroffen: ongeveer 98% van deze soorten stierf uit. Solitaire koralen, die meestal niet op riffen groeien maar op koudere en diepere delen van de zeebodem (onder de fotische zone), werden minder hard getroffen. Kolonievormende koralen stierven waarschijnlijk uit doordat ze in symbiose leefden met fotosynthetische algen, die massaal uitstierven op de Krijt-Paleogeengrens.
Onder de inktvissen, zee-egels en bivalven stierven veel soorten uit, terwijl de meeste soorten brachiopoden de Krijt-Paleogeengrens overleefden en radieerden tijdens het Vroeg-Paleoceen. Onder de inktvissen overleefden alleen soorten uit de groepen Nautiloidae (waar de tegenwoordige Nautilidae (nautilussen) toe behoren) en Coleoidea (octopussen, pijlinktvissen en zeekatten). Alle andere inktvissen, waaronder de belemnieten en ammonieten stierven uit. Er is een verschil in voortplanting tussen de uitgestorven en overlevende soorten. Ammonieten legden meer en kleinere eieren, hun nakomelingen kwamen als planktonische larven uit het ei. Deze larven, die in het oppervlaktewater leefden, kunnen massaal gestorven zijn door de ramp op de Krijt-Paleogeengrens. De overlevende soorten legden juist grotere en minder eieren. Na het uitsterven van de ammonieten vond onder de overlevende Nautiloidae adaptieve radiatie plaats, waarmee de vrijgekomen niches gevuld werden.
Onder de zee-egels stierf ongeveer 35% van alle geslachten uit op de Krijt-Paleogeengrens, hoewel soorten die in warm, tropisch water leefden het zwaarst getroffen werden ten opzichte van zee-egels die op hogere breedtegraden en/of in dieper water leefden. Het lijkt erop dat de warmere ondiepe soorten zo zwaar werden getroffen vanwege het wegvallen van hun habitat door het uitsterven van kolonievormende koralen, waardoor veel koraalriffen verdwenen.
Verder stierven de rudisten (enorme rifbouwende mosselen die typisch zijn voor het Krijt) en de Inoceramidae (een bivalvenfamilie verwant aan de oesters) uit op de Krijt-Paleogeengrens.
Een groep kleine kreeftachtigen die veel voorkomt in het Maastrichtien, de Ostracoda (mosselkreeftjes), is weinig aanwezig in het Paleoceen. Ook bij deze groep is het niet duidelijk of het uitsterven voor of tijdens de Krijt-Paleogeengrens plaatsvond.

### Micro-organismen
Ook onder sommige groepen micro-organismen vond extinctie plaats. Voor soorten plankton die het skelet uit carbonaat opbouwden is de Krijt-Paleogeengrens een van de meest drastische overgangen in de aardse geschiedenis. Krijtgesteente, een soort gesteente dat typisch is voor het Krijt, bestaat uit deze skeletjes. De dikke lagen krijtgesteente van het Krijt komen in het Paleogeen niet meer voor. Statistische analyse laat zien dat de massa-extinctie een gevolg was van het uitsterven van veel soorten binnen beperkte tijd, in plaats van een afname van het aantal nieuwe soorten dat ontstond door speciatie.
Bij de dinoflagellaten is er minder duidelijkheid over de precieze invloed van de Krijt-Paleogeen-massa-extinctie, voornamelijk doordat van deze groep alleen de cysten fossiliseren. Niet alle dinoflagellaten hebben een cystestadium zodat de diversiteit waarschijnlijk groter was dan gevonden wordt als fossiel. Er lijken echter geen belangrijke veranderingen te zijn geweest op de Krijt-Paleogeengrens. Ook onder Radiolaria lijkt er geen sprake te zijn van grootschalig uitsterven rond de Krijt-Paleogeengrens. Als gevolg van de wereldwijde afkoeling van het klimaat was er in het Vroeg-Paleoceen zelfs een opbloei van deze groep in de wateren rond Antarctica.
Naar het voorkomen van planktonische Foraminifera rond de Krijt-Paleogeengrens is veel onderzoek gedaan. Sommige geleerden denken dat er een grote massa-extinctie plaatsvond, andere dat het meerdere kleinere extincties betreft met daartussen perioden waarin de populaties zich herstelden. Doordat de totale biomassa in de oceanen tijdens de Krijt-Paleogeen-massa-extinctie verminderde was er minder voedsel voor benthische Foraminifera, die zich met detritus voedden. Nadat het mariene leven zich herstelde aan het begin van het Paleoceen, kwamen ook nieuwe soorten benthische Foraminifera op. Het herstel besloeg de eerste paar honderdduizend jaar in het Paleoceen.

## Duur van de massa-extinctie
De tijdspanne waarbinnen de Krijt-Paleogeen-massa-extinctie plaatsvond is een controversieel onderwerp, omdat hypotheses over de oorzaak van de extinctie afhangen van een relatief korte tijd (een paar jaar tot enkele duizenden jaren) terwijl andere hypotheses juist langer nodig hebben. Vanwege het zogenaamde Signor-Lippseffect is het moeilijk de duur van de extinctie te bepalen met stratigrafisch onderzoek (op welk niveau in de gesteentelagen fossielen van een bepaalde soort wel of juist niet voorkomen). Het Signor-Lippseffect is het effect dat er zo weinig fossielen gevonden zijn dat de kans statistisch groot wordt dat een soort lang na de tijd van het jongst gevonden fossiel uitstierf. Er zijn bovendien weinig doorlopende gesteentelagen bekend die een ouderdom hebben van een paar miljoen jaar voor tot een paar miljoen jaar na de extinctie.

## Oorzaken van de massa-extinctie
Er is een aantal hypotheses over de oorzaak van de massa-extinctie op de Krijt-Paleogeengrens. De meeste daarvan gaan uit van een grote meteorietinslag of van een periode van verhoogd vulkanisme. Een andere veelgehoorde factor is een wereldwijde (eustatische) daling van het zeeniveau, die regressie van de zee tot gevolg had. Sommige hypotheses gaan uit van een combinatie van de eerste twee of van alle drie deze factoren.

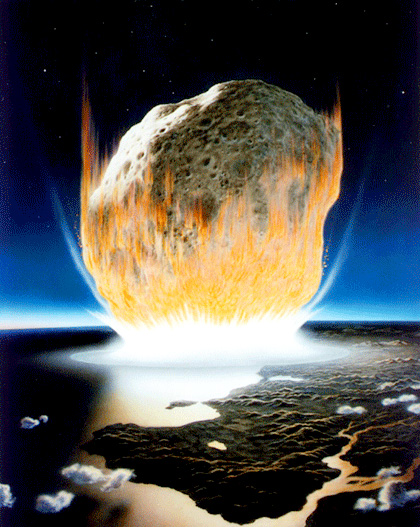
Artistieke impressie die het moment van de meteorietinslag probeert uit te beelden

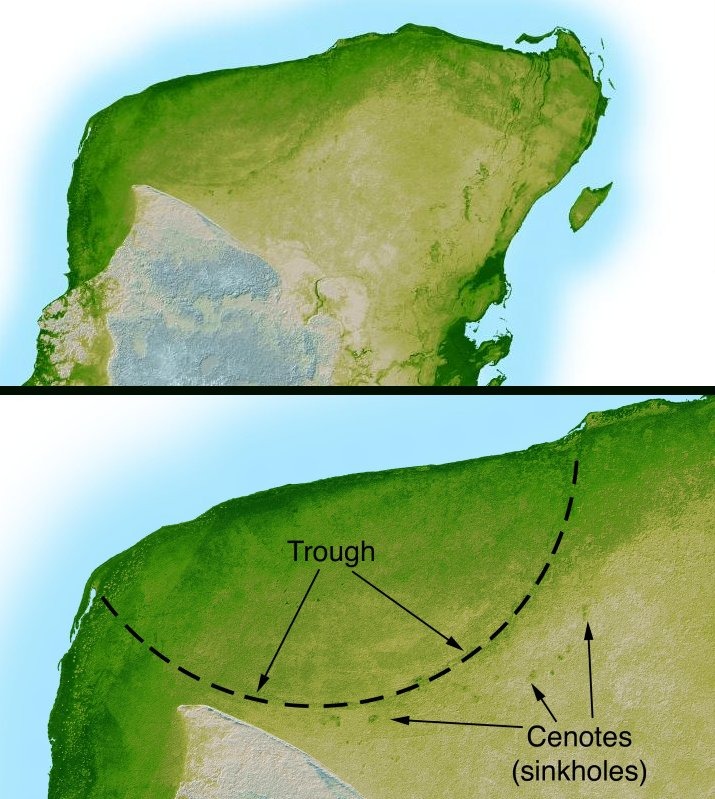
Radar-topografie laat een 180 km brede kraterring op het Mexicaanse schiereiland Yucatán zien.

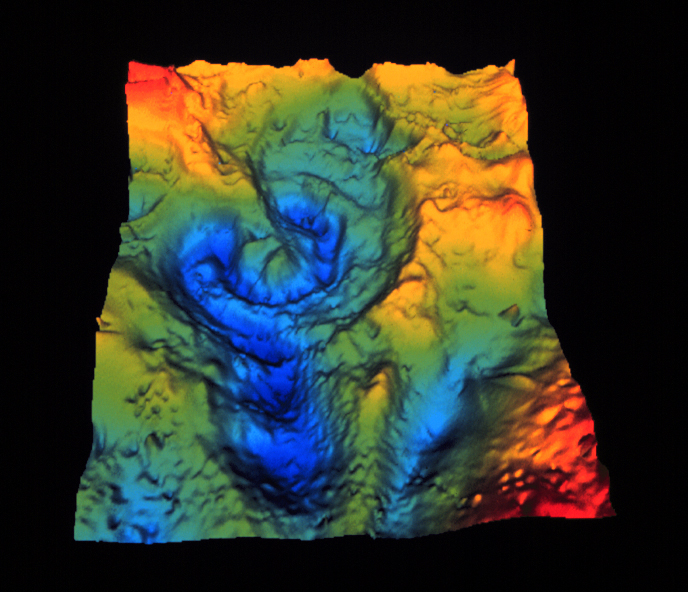
De sterkte van het zwaartekrachtsveld van de Aarde rond Chicxulub laat een anomalie zien op de plek waar de krater zich bevindt. Aan de vorm van de anomalie is te zien dat het object onder een kleine hoek tussen de 20° en 30° insloeg.

### Meteorietinslag
Het idee van vader en zoon Alvarez en hun collega's, dat het uitsterven veroorzaakt werd door het inslaan van een grote meteoriet, was niet nieuw. Ze waren wel de eersten die bewijs publiceerden voor een dergelijke inslag in concentratie van 6 ppb iridium in de Krijt-Paleogeengrens. Iridium komt in de aardkorst normaal voor met een concentratie van 0,3 ppb, maar in chondriet-meteorieten is dat 455 ppb. De verhouding van isotopen van chroom in de Krijt-Paleogeengrenslaag is vergelijkbaar met die in koolstofchondrieten. De totale hoeveelheid iridium die over de hele wereld in de Krijt-Paleogeengrens zit, volstaat voor een inslaand object van rond de 10 km doorsnee (of meerdere kleinere objecten). Bij een dergelijke inslag zou 2 miljoen maal zoveel energie vrijkomen als bij de krachtigste kernbommen die ooit getest zijn.
De geschokte kwarts, microsferulen en microdiamanten vormen verder bewijs voor de meteoriethypothese. Deze worden vooral in Noord- en Zuid-Amerika gevonden, wat erop wijst dat de inslag in dat deel van de wereld moet hebben plaatsgevonden.
In 1990 werd een grote inslagkrater ontdekt in de ondergrond onder Chicxulub, een plaatsje op het Mexicaanse schiereiland Yucatán, die ongeveer de juiste ouderdom heeft. De krater is ovaal en heeft een gemiddelde diameter van 180 km, wat overeenkomt met de grootte die door Alvarez en zijn collega's was voorspeld. Deze krater wordt meestal Chicxulubkrater of Yucatán-krater genoemd. Een buitenste ring van de krater is later ontdekt en heeft een diameter van 300 km. Daarmee is het de grootst bekende inslag in het binnenste gedeelte van het Zonnestelsel sinds het Late Heavy Bombardment 4 miljard jaar geleden. De vorm en locatie van de krater wijzen erop dat de inslag die de krater vormde catastrofale bijwerkingen had. De inslag zelf vond plaats in de zee, wat tsunami's veroorzaakt moet hebben. Bewijs voor tsunami's is gevonden in sedimenten van deze ouderdom op verschillende plaatsen in het Caribisch gebied.
De inslag vond plaats op een plek waar veel gips (calciumsulfaat) in de ondergrond zit, wat behalve stof ook een grote hoeveelheid zwaveldioxide in de vorm van aerosols de atmosfeer in moet hebben gebracht. Geschat wordt dat de hoeveelheid uit zwavelzuur bestaande aerosols en stof die in de stratosfeer werd gebracht groot genoeg was om de hoeveelheid zonlicht die het aardoppervlak bereikte met 10% to 20% te verminderen. Het zou ten minste tien jaar hebben geduurd voor de aerosols uit de atmosfeer verdwenen waren. Veel soorten planten en fytoplankton die afhankelijk zijn van fotosynthese stierven, waardoor plantenetende dieren geen voedsel meer hadden. Massale sterfte van planteneters zou op zijn beurt weer het uitsterven van predators tot gevolg hebben gehad. Kleine soorten dieren die vooral aas en detritus aten hadden echter een redelijke kans op overleving.
Ook andere mogelijke gevolgen van een inslag worden gezien als oorzaken voor de massa-extinctie. Ejecta van de inslag die terugvielen naar de Aarde zouden bij het binnendringen van de atmosfeer een paar uur lang voor intense infrarode straling hebben gezorgd, vergelijkbaar met een oven op de grillstand, zodat veel blootstaande organismen werden gedood. Als gevolg van deze enorme hittepuls kunnen er wereldwijd bosbranden zijn uitgebroken. Dankzij de hoge concentratie zuurstof in de atmosfeer gedurende het Krijt konden grote branden zich bovendien sneller uitbreiden. Wereldwijde branden zouden bovendien de concentratie kooldioxide in de atmosfeer verhoogd hebben, wat tijdelijk een sterker broeikaseffect tot gevolg had. Kwetsbare soorten die door de voorgaande gebeurtenissen al getroffen waren kunnen hierdoor tot uitsterven zijn gedreven. De inslag kan ook zure regen hebben veroorzaakt, afhankelijk van het soort gesteente dat door de inslag geraakt werd. Dit was waarschijnlijk geen belangrijk effect, doordat chemische buffers de verzuring moeten hebben geneutraliseerd. Het overleven van diersoorten die gevoelig zijn voor verzuring van hun leefomgeving (zoals kikkers) wijst er bovendien op dat het effect nooit groot geweest kan zijn.
De inslaghypothese kan alleen een relatief snelle en korte massa-extinctie verklaren, omdat verhoogde hoeveelheden stof en zwavelzuur in de atmosfeer in korte tijd weer zouden verdwijnen. De meeste geleerden zijn het erover eens dat er rond de Krijt-Paleogeengrens inderdaad een grote meteoriet is ingeslagen, maar over de vraag of dit een oorzaak was van de massa-extinctie verschillen de meningen.

### Vulkanisme van de Deccan Traps
De Deccan Traps zijn trapvormige vloedbasalten op het Indiaas Subcontinent die door vulkanisme gevormd zijn. Nieuw bewijs laat zien, dat ze gevormd werden in een tijdsduur van 800.000 jaar, die overlapt met de Krijt-Paleogeengrens. Ze kunnen daarom goed een oorzaak vormen van de massa-extinctie en het trage ecologische herstel daarna.
Het vulkanisme van de Deccan Traps kan op verschillende manieren een massa-extinctie hebben veroorzaakt, zoals door de uitstoot van grote hoeveelheden stof en zwaveldioxide in de atmosfeer, dat het zonlicht kan hebben tegengehouden waardoor fotosynthese moeilijk werd. Verder werd er koolstofdioxide uitgestoten bij het vulkanisme, zodat het broeikaseffect versterkt werd.
De hypothese dat het vulkanisme van de Deccan Traps de oorzaak van het uitsterven was, ging er vroeger van uit dat het uitsterven over een langere periode had plaatsgevonden. De aanhangers van de inslaghypothese beargumenteerden dat dankzij het Signor-Lippseffect de tijdsduur van de massa-extinctie langer leek en vulkanisme dus geen goede verklaring kon zijn. Hoe meer fossielen er gevonden werden, des te duidelijker werd echter dat de massa-extinctie over een korte periode plaatsvond. Pas nadat duidelijk werd dat de Deccan Traps ook in geologisch korte tijd gevormd zouden kunnen worden, werd deze hypothese weer aantrekkelijk.

### Meerdere inslagen

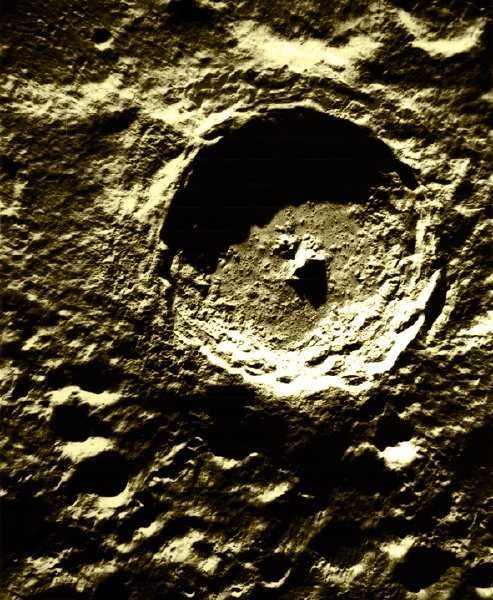
Krater Tycho op de Maan

Het kan zijn dat een planetoïde voor de inslag in meerdere brokstukken uiteenbrak om vervolgens in meerdere delen in te slaan. Voor de Chicxulubkrater en de krater Tycho op de Maan is wel geopperd, dat ze door inslagen van brokstukken van hetzelfde moederobject vormden en dat de Baptistina-planetoïdenfamilie uit overgebleven brokstukken van hetzelfde object bestaat. Dit moederobject zou ongeveer 160 miljoen jaar geleden zijn opgebroken.
Sinds de ontdekking van de Chicxulubkrater is een aantal andere inslagkraters geïdentificeerd die ongeveer rond de Krijt-Paleogeengrens zijn ontstaan. Dit kan toeval zijn, maar het is ook mogelijk dat meerdere grote meteorieten de Aarde binnen korte tijd getroffen hebben. Kraters die ongeveer deze ouderdom hebben zijn onder andere de 24 km grote Boltisjkrater in Oekraïne (gedateerd op 65,17 ± 0,64 miljoen jaar), de Shivakrater in de Indische Oceaan en de ongeveer 20 km grote Silverpitkrater in de Noordzee (tussen de 45 en 74 miljoen jaar oud). Van de laatste twee structuren is nog niet zeker of het inslagkraters zijn. De Aarde kende in het verleden meermaals grote impactevenementen, maar zelden hadden deze zo'n verwoestend effect als de inslag(en) rond deze periode. De theorie dat het hier om meerdere inslagen - verdeeld over de planeet - zou gaan, en niet om één, geïsoleerd impactevenement zou daarom verklaren waarom deze extinctiegolf zo groot was. De effecten van meerdere inslagen kunnen elkaars effecten versterkt hebben, zelfs als er duizenden jaren tussen de verschillende evenementen zou hebben gezeten. De natuur was zich in zo'n scenario nog aan het herstellen van een vorige catastrofale inslag, toen een volgende zich reeds voordeed.

### Regressie van de zee
In de laatste tijdsnede in het Krijt, het Maastrichtien, vond de grootste daling van het zeeniveau plaats tijdens het Mesozoïcum. In veel sedimentlagen uit deze tijd is deze regressie duidelijk terug te vinden: de oudste lagen in het Maastrichtien zijn mariene sedimenten, daarbovenop liggen strandafzettingen en daarop terrestrische afzettingen. Dit is een wereldwijde trend, waaruit blijkt dat de daling van het zeeniveau niet relatief was (veroorzaakt door lokale tektonische opheffing) maar werd veroorzaakt door de eustasie, de wereldwijde schommeling van het zeeniveau. Er is nog geen duidelijke oorzaak voor de daling van het zeeniveau bekend, maar men neemt aan dat dit veroorzaakt werd door het minder actief worden van vulkanisme op de mid-oceanische ruggen, waardoor deze tijdens het Maastrichtien inzakten en de oceaanbodem dieper kwam te liggen.
Door grote regressies komt het continentaal plat rond de continenten droog te staan. Dit was gedurende het Krijt bedekt met ondiepe zeeën, waar de meeste mariene soorten leefden. Een regressie zou een massa-extinctie onder deze soorten veroorzaakt kunnen hebben. De regressie kan ook tot klimaatverandering hebben geleid, ten eerste doordat de zeestromingen en daardoor de atmosferische stromingen veranderden, ten tweede doordat minder wateroppervlak het albedo van de Aarde verlaagt waardoor de wereldwijde temperatuur stijgt.

### Supernova
Een andere mogelijke oorzaak voor de Krijt-Paleogeen-massa-extinctie was kosmische straling veroorzaakt door een nabije supernova. Ook een supernova kan de iridiumanomalie op de Krijt-Paleogeengrens veroorzaakt hebben. Kosmische straling van een supernova bevat echter ook sporen van de langst levende isotoop van plutonium, 244Pu met 81 miljoen jaar halfwaardetijd. Omdat bij analyse van het gesteente van de Krijt-Paleogeengrens geen sporen van 244Pu of de elementen waarin het vervalt zijn gevonden, is het niet waarschijnlijk dat een supernova de oorzaak geweest is.

### Combinatie van factoren
In hypotheses die uitgaan van een combinatie van factoren stierven aan het einde van het Maastrichtien soorten uit door verandering en vernietiging van de habitats van die soorten. Klimaatverandering en/of een daling van het zeeniveau zorgde ervoor dat veel soorten hun natuurlijke habitat verloren. Tegelijkertijd zorgde fijn stof dat vrijkwam bij vulkanisme wereldwijd voor een verdroging van het klimaat. De dinosauriërs, de grootste gewervelden uit het Krijt, waren het gevoeligst voor veranderingen in leefomgeving en hun biodiversiteit ging daardoor aan het einde van het Krijt achteruit. Op dat moment vond een grote meteorietinslag plaats waarbij zoveel stof de atmosfeer in geblazen werd dat het zonlicht niet meer tot het aardoppervlak doordrong en fotosynthese onmogelijk werd. Dit zorgde voor het instorten van voedselketens die van fotosynthese afhingen, zowel in het water als op het land.
Het belangrijkste verschil tussen hypotheses die uitgaan van een combinatie van factoren en hypotheses die slechts één oorzaak aanwijzen is dat ze ervan uitgaan dat één enkele factor niet sterk genoeg kan zijn geweest om de massa-extinctie te veroorzaken. Aanhangers van hypotheses die een combinatie van factoren veronderstellen argumenteren bovendien dat het patroon waarmee verschillende soorten uitstierven niet door een enkele factor kan zijn veroorzaakt.